# شموکمدی
شموکمدی (به لاتین: Shemokmedi) یک منطقهٔ مسکونی در گرجستان است که در شهرداری ازورگتی واقع شده‌است. شموکمدی ۱٬۳۲۲ نفر جمعیت دارد و ۱۹۰ متر بالاتر از سطح دریا واقع شده‌است.